# Tragiscoschema inermis
Tragiscoschema inermis är en skalbaggsart som beskrevs av Aurivillius 1908. Tragiscoschema inermis ingår i släktet Tragiscoschema och familjen långhorningar.
Artens utbredningsområde är Kenya. Inga underarter finns listade i Catalogue of Life.